# Подих (пісня)
«Подих» — пісня української співачки Джамали, випущена як третій сингл на підтримку однойменного альбому співачки «Подих», реліз якого відбувся восени 2015 року. Музика і слова написані самою співачкою. Реліз пісні відбувся 15 червня 2015 року в iTunes.

## Опис
«Подих» — пісня Джамали, яку співачка присвятила всім закоханим. І слова, і музику до цієї річної та динамічної композиції вже традиційно співачка написала сама. «Подих» увійде до третього альбому Джамали, який вийшов у світ восени цього року..
Коли я вчилася в консерваторії, у мене був закоханий хлопець. Він присвячував мені вірші, серед яких були рядки: «Твій подих як спогад, він ніжний глибокий, Твій подих наповнює груди і рветься на волю». Півроку тому я перебирала консерваторські ноти і натрапила на листочок з цим чотиривіршем. Я згадала це стан закоханості, нахлинули спогади.

Моментально виникла музика і відсутні слова. Пісня Подих присвячується всім, хто здатний любити, хто пише вірші своїм коханим і робить заради них неймовірні вчинки.

Закоханість — це неймовірна хвиля емоцій, яка переповнює тебе і робить щасливим. І хіба важливо, взаємно це почуття чи ні? Я вдячна за кожну мить своїх минулих почуттів! Не стримуйте дихання приємних спогадів! Не стримуй подих своїх бажань!

## Учасники запису
- Сусана Джамаладінова — автор музики і тексту, вокал, бек-вокал